# Championnat d'Angleterre de football 1919-1920
Navigation
Édition précédente Édition suivante
La 28e édition du championnat d'Angleterre de football est remportée par West Bromwich Albion. C’est le premier championnat d’après guerre. Le championnat a été interrompu quatre saisons au total. West Bromwich Albion gagne son premier et unique titre de champion d’Angleterre. 
Le championnat anglais passe de 20 clubs à 22 clubs. Le club de Tottenham Hotspur qui avait terminé à la dernière place de la dernière édition avant guerre est relégué en deuxième division. Il est remplacé par trois clubs afin d’atteindre les 22 clubs composant la nouvelle première division, Derby County, le champion de deuxième division en titre, Preston North End qui avait terminé deuxième et Arsenal. Le club de Woolwich Arsenal a au cours de la guerre changé de nom pour prendre l’appellation d’Arsenal Football Club. Le club ne quittera plus jamais la première division.
Le système de promotion/relégation reprend ses droits: descente et montée automatique, sans matchs de barrage pour les deux derniers de première division et les deux premiers de deuxième division. Notts County et The Wednesday descendent en deuxième division. Ils sont remplacés pour la saison 1920-21 par Tottenham et Huddersfield Town.
Six des sept joueurs qui avaient été bannis en 1915 à la suite du scandale des matchs truqués sont réintégrés pour services rendus pendant la guerre. Parmi ces joueurs, Sandy Turnbull est réintégré à titre posthume car il a été tué dans les tranchées près d’Arras au cours du conflit. Enoch West, ancien joueur de Manchester United, celui qui avait le plus clamé son innocence, est lui le seul non réintégré. Il ne rejouera jamais au football.
Fred Morris, joueur d’West Bromwich Albion, avec  37 buts, termine meilleur buteur du championnat. 

## Les clubs de l'édition 1919-1920
| Club                                      | Ville               |
| ----------------------------------------- | ------------------- |
| Arsenal Football Club                     | Londres             |
| Aston Villa Football Club                 | Birmingham          |
| Blackburn Rovers Football Club            | Blackburn           |
| Bolton Wanderers Football Club            | Bolton              |
| Bradford City Association Football Club   | Bradford            |
| Bradford Park Avenue Football Club        | Bradford            |
| Burnley Football Club                     | Burnley             |
| Chelsea Football Club                     | Londres             |
| Derby County Football Club                | Derby               |
| Everton Football Club                     | Liverpool           |
| Liverpool Football Club                   | Liverpool           |
| Manchester City Football Club             | Manchester          |
| Manchester United Football Club           | Manchester          |
| Middlesbrough Football Club               | Middlesbrough       |
| Newcastle United Football Club            | Newcastle upon Tyne |
| Notts County Football Club                | Nottingham          |
| Oldham Athletic Association Football Club | Oldham              |
| Preston North End Football Club           | Preston             |
| Sheffield United Football Club            | Sheffield           |
| Sunderland Association Football Club      | Sunderland          |
| The Wednesday                             | Sheffield           |
| West Bromwich Albion Football Club        | Birmingham          |

## Classement
| Rang | Équipe               | Pts | J  | G  | N  | P  | Bp  | Bc | Diff |
| ---- | -------------------- | --- | -- | -- | -- | -- | --- | -- | ---- |
| 1    | West Bromwich Albion | 60  | 42 | 28 | 4  | 10 | 104 | 47 | +57  |
| 2    | Burnley              | 51  | 42 | 21 | 9  | 12 | 65  | 59 | +6   |
| 3    | Chelsea              | 49  | 42 | 22 | 5  | 15 | 56  | 51 | +5   |
| 4    | Liverpool            | 48  | 42 | 19 | 10 | 13 | 59  | 44 | +15  |
| 5    | Sunderland           | 48  | 42 | 22 | 4  | 16 | 72  | 59 | +13  |
| 6    | Bolton Wanderers     | 47  | 42 | 19 | 9  | 14 | 72  | 65 | +7   |
| 7    | Manchester City      | 45  | 42 | 18 | 9  | 15 | 71  | 62 | +9   |
| 8    | Newcastle United     | 43  | 42 | 17 | 9  | 16 | 44  | 39 | +5   |
| 9    | Aston Villa          | 42  | 42 | 18 | 6  | 18 | 75  | 73 | +2   |
| 10   | Arsenal              | 42  | 42 | 15 | 12 | 15 | 56  | 58 | -2   |
| 11   | Bradford Park Avenue | 42  | 42 | 15 | 12 | 15 | 60  | 63 | -3   |
| 12   | Manchester United    | 40  | 42 | 13 | 14 | 15 | 54  | 50 | +4   |
| 13   | Middlesbrough        | 40  | 42 | 15 | 10 | 17 | 61  | 65 | -4   |
| 14   | Sheffield United     | 40  | 42 | 16 | 8  | 18 | 59  | 69 | -10  |
| 15   | Bradford City        | 39  | 42 | 14 | 11 | 17 | 54  | 63 | -9   |
| 16   | Everton              | 38  | 42 | 12 | 14 | 16 | 69  | 68 | +1   |
| 17   | Oldham Athletic      | 38  | 42 | 15 | 8  | 19 | 49  | 52 | -3   |
| 18   | Derby County         | 38  | 42 | 13 | 12 | 17 | 47  | 57 | -10  |
| 19   | Preston North End    | 38  | 42 | 14 | 10 | 18 | 57  | 73 | -16  |
| 20   | Blackburn Rovers     | 37  | 42 | 13 | 11 | 18 | 64  | 77 | -13  |
| 21   | Notts County         | 36  | 42 | 12 | 12 | 18 | 56  | 74 | -18  |
| 22   | The Wednesday        | 23  | 42 | 7  | 9  | 26 | 28  | 64 | -36  |

|  | Champion d'Angleterre |
|  | Relégation            |

### Meilleur buteur
- Fred Morris, West Bromwich Albion,   37 buts

## Bilan de la saison
| Tableau d'Honneur                    |                      |
| Compétition                          | Vainqueur            |
| Championnat d'Angleterre de football | West Bromwich Albion |
| Coupe d'Angleterre de football       | Aston Villa          |
| Charity Shield                       | Non disputé          |

| Promotions et relégations |                             |
| Promus                    | Tottenham Huddersfield Town |
| Relégués                  | Notts County The Wednesday  |

## Sources
- Classement sur rsssf.com